# Sapphire Technology

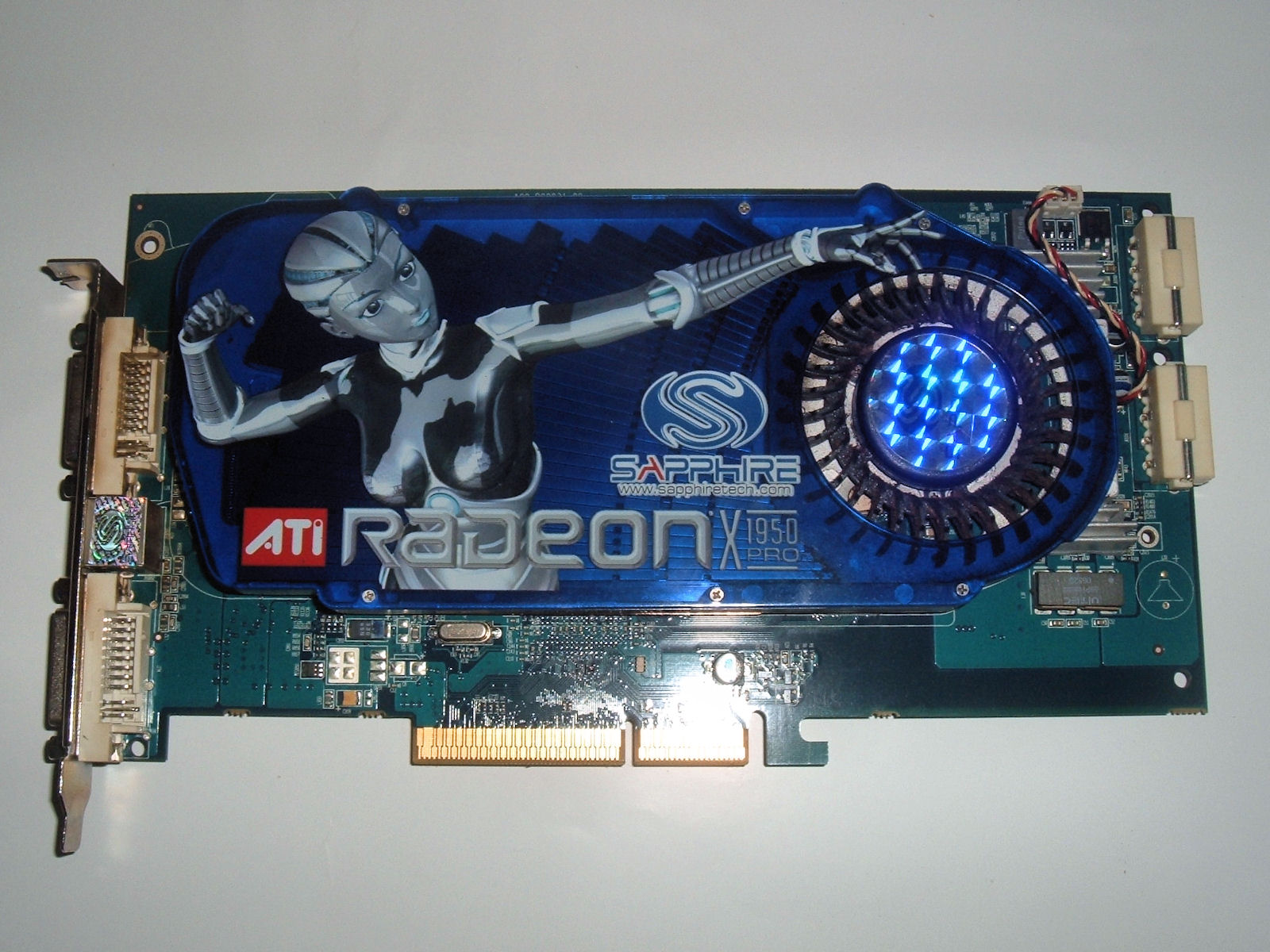
Sapphire Radeon X1950 Pro

Sapphire Technology (chiń. 蓝宝科技) – chińska firma z Hongkongu produkująca karty graficzne oparte na procesorach graficznych firmy ATI Technologies. W ofercie firmy znaleźć można również płyty główne, tunery TV, ramki cyfrowe oraz komputery HTPC. Do końca roku 2007 sztandarowymi produktami firmy były karty graficzne z przedrostkiem TOXIC. Oznaczał on, że karta chłodzona jest cieczą i ma olbrzymi potencjał podkręcania. Od roku 2008 prym wiodą wersje ATOMIC. Te karty są fabrycznie podkręcone i posiadają najbardziej zaawansowany technicznie system chłodzenia. Od czasu powstania ATOMIC przedrostek TOXIC przestał być jednoznaczny z chłodzeniem wodnym. Sapphire była pierwszą firmą, która wydała kartę graficzną o zegarze 1000 MHz (1GHz). Była nią Sapphire Atomic Edition HD 4890.